# Ghemme
Ghemme là một đô thị ở tỉnh Novara ở vùng Piedmont của Ý, tọa lạc cách 80 km về phía đông bắc của Torino và khoảng 25 km về phía tây bắc của Novara. Tại thời điểm ngày 31 tháng 12 năm 2004, đô thị này có dân số 3.687 người và diện tích là 20,6 km².
Đô thị Ghemme có các frazione (đơn vị trực thuộc) Strona.
Ghemme giáp các đô thị: Carpignano Sesia, Cavaglio d'Agogna, Fontaneto d'Agogna, Gattinara, Lenta, Romagnano Sesia, và Sizzano.